# While We're Young (John Abercrombie)
While We're Young è un album in studio del musicista jazz statunitense John Abercrombie, pubblicato nel 1993.

## Tracce
1. Rain Forest (Dan Wall) – 9:32
2. Stormz (John Abercrombie, Adam Nussbaum) – 6:05
3. Dear Rain (Abercrombie) – 5:58
4. Mirrors (Wall) – 8:10
5. Carol's Carol (Wall) – 8:51
6. Scromotion (Abercrombie) – 6:29
7. A Matter of Time (Abercrombie) – 8:17
8. Dolorosa (Wall) – 5:43

## Formazione
- John Abercrombie – chitarra
- Dan Wall – organo Hammond
- Adam Nussbaum – batteria